# Annick Girardin
Annick Girardin (Saint-Malo, 3 agosto 1964) è una politica francese del Partito Radicale che è stata Ministro del Mare nel governo del Primo Ministro Jean Castex (2020–2022), Ministro dei Territori d'Oltremare nel secondo governo del Primo Ministro Édouard Philippe (2017–2020), Ministro della Funzione pubblica nei governi di Manuel Valls e Bernard Cazeneuve (2016-2017), Segretario di Stato per lo Sviluppo nel primo governo del Primo Ministro Manuel Valls (2014–2018). Nell'Assemblea Nazionale ha rappresentato le isole di Saint-Pierre e Miquelon dal 2007 al 2014.

## Biografia
Annick Girardin è nata nell'agosto 1964 a Saint-Malo, nel dipartimento di Ille-et-Vilaine. Vi trascorse solo i primi mesi della sua vita, poiché suo padre, pescatore diventato fornaio in seguito a un incidente, e sua madre, casalinga, si stabilirono a Saint-Pierre-et-Miquelon poco dopo la sua nascita. È la maggiore di una famiglia di quattro figli. Suo fratello, David, ha rilevato l'azienda di panetteria e pasticceria di famiglia situata a Saint-Pierre.
Da bambina ha vissuto fino all'età di sei anni con il nonno, capo dei lavori pubblici, che consigliava anche il prozio, Henri Claireaux, consigliere di Saint-Pierre e senatore (membro del gruppo dei Repubblicani del popolo).
Nel 1984 partecipa alla prima regata transatlantica Quebec-Saint-Malo, organizzata in occasione del 450º anniversario del primo viaggio del navigatore Jacques Cartier in Canada..

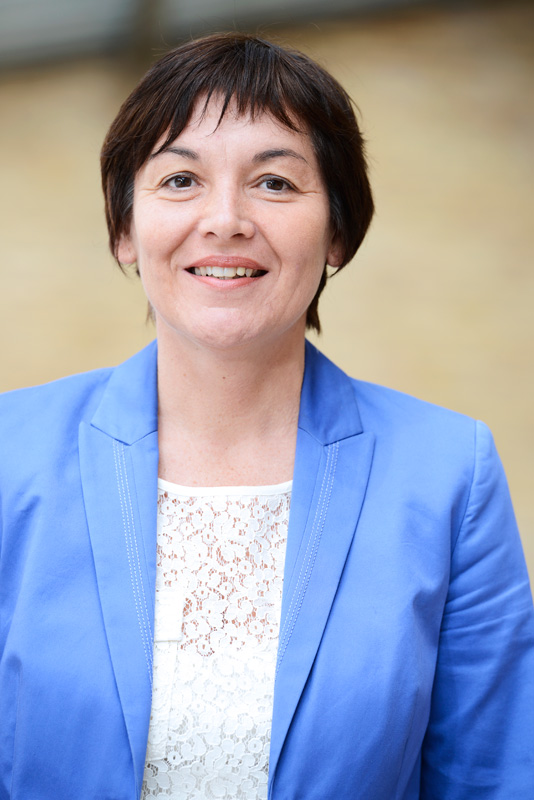
Annick Girardin nel 2014

Titolare del diploma di facilitatrice socio-culturale, ha iniziato la carriera professionale presso l'ufficio turistico di Saint-Pierre-et-Miquelon (1983-1986), poi come agente contrattuale presso il municipio di Saint-Pierre-et-Miquelon (1987 -1989), dove ha coordinato l'operazione di ristrutturazione dell'Île aux Marins.  Nel 1999 si è classificata al primo posto nel concorso per assessore all'educazione popolare e alla gioventù (CEPJ), istituito presso il Ministero della Gioventù e dello Sport.

### Gli inizi a Saint-Pierre-et-Miquelon
Annick Girardin ha aderito al Partito Radicale di Sinistra (PRG) nel 1999, e l'anno successivo ha fondato il movimento Cap sur l'avenir (CSA), di cui ha assunto la presidenza. Ha guidato la lista del partito nel collegio elettorale di Saint-Pierre durante le elezioni territoriali del 2000 (25,2%) e del 2006 (33,2%). Alle elezioni del 2012, capolista territoriale e per la sezione Saint-Pierre, ottiene rispettivamente il 47,5% e il 48,2% dei voti. Siede nel consiglio generale e poi territoriale di Saint-Pierre-et-Miquelon (di cui è stata consigliere dal 2000 al 2006)  fino alle sue dimissioni, nell'aprile 2016.
È anche consigliere comunale di Saint-Pierre dal 18 marzo 2001 al 15 febbraio 2002, dopo aver guidato la lista alle elezioni del 2001. Sconfitta per un voto da Karine Claireaux, ha sporto denuncia per la distruzione delle schede elettorali dopo lo spoglio e ha ottenuto l'annullamento dell'elezione da parte del Consiglio di Stato, ma il sindaco uscente è stato rieletto in occasione di una nuova elezione l'anno successivo. Fu nuovamente battuta da quest'ultima nelle elezioni comunali del 2008.
Nelle elezioni legislative del 2002 è stata candidata del PRG nel collegio elettorale di Saint-Pierre-et-Miquelon. Con il 14,8% dei voti espressi al termine del primo turno, non si qualifica al secondo turno, che vede la rielezione del deputato uscente, fondatore del movimento Archipel Tomorrow, Gérard Grignon.